# Liste der Biografien/Martiu
Liste der Biografien |
Portal Biografien |
Personensuche
# |
A |
B |
C |
D |
E |
F |
G |
H |
I |
J |
K |
L |
M |
N |
O |
P |
Q |
R |
S |
T |
U |
V |
W |
X |
Y |
Z |
?
 
Ma |
Mb |
Mc |
Md |
Me |
Mf |
Mg |
Mh |
Mi |
Mj |
Mk |
Ml |
Mm |
Mn |
Mo |
Mp |
Mq |
Mr |
Ms |
Mt |
Mu |
Mv |
Mw |
Mx |
My |
Mz
 
Maa |
Mab |
Mac |
Mad |
Mae |
Maf |
Mag |
Mah |
Mai |
Maj |
Mak |
Mal |
Mam |
Man |
Mao |
Map |
Maq |
Mar |
Mas |
Mat |
Mau |
Mav |
Maw |
Max |
May |
Maz
 
Mara |
Marb |
Marc |
Mard |
Mare |
Marf |
Marg |
Marh |
Mari |
Marj |
Mark |
Marl |
Marm |
Marn |
Maro |
Marp |
Marq |
Marr |
Mars |
Mart |
Maru |
Marv |
Marw |
Marx |
Mary |
Marz
 
Marta |
Marte |
Marth |
Marti |
Martj |
Martl |
Martm |
Martn |
Marto |
Martr |
Marts |
Martt |
Martu |
Martw |
Marty |
Martz
 
Martia |
Martic |
Martie |
Martig |
Martik |
Martil |
Martim |
Martin |
Martir |
Martis |
Martit |
Martiu |
Martiv
Die Liste der Biografien führt alle Personen auf, die in der deutschsprachigen Wikipedia einen Artikel haben. Dieses ist eine Teilliste mit 18 Einträgen von Personen, deren Namen mit den Buchstaben „Martiu“ beginnt.

## Martiu

### Martius
- Martius Verus, Publius, römischer Suffektkonsul 166 und Konsul 179
- Martius, Alexander von (1874–1939), deutscher Verwaltungsjurist
- Martius, Carl (1906–1993), deutscher Biochemiker
- Martius, Carl Alexander von (1838–1920), deutscher Chemiker und Unternehmer
- Martius, Carl Friedrich Philipp von (1794–1868), deutscher Naturforscher, Botaniker und EthnographCarl Friedrich Philipp von Martius (1794–1868)

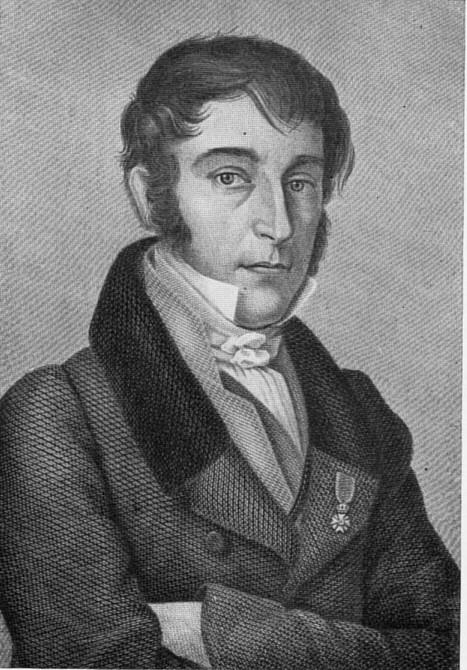
Carl Friedrich Philipp von Martius (1794–1868)

- Martius, Ernst Wilhelm (1756–1849), deutscher Apotheker
- Martius, Friedrich (1850–1923), deutscher Internist
- Martius, Georg (1884–1951), deutscher Diplomat
- Martius, Gerhard (1924–1998), deutscher Gynäkologe und Geburtshelfer
- Martius, Götz (1853–1927), deutscher Philosoph, Psychologe und Hochschullehrer in Kiel
- Martius, Heinrich (1781–1831), deutscher Arzt, Naturwissenschaftler und Chronist
- Martius, Heinrich (1885–1965), deutscher Mediziner
- Martius, Herbert (1924–2009), deutscher Maler und Grafiker
- Martius, Johann Heinrich (1683–1756), deutscher Literaturwissenschaftler
- Martius, Kurt (1903–1969), deutscher Politiker (NSDAP), MdR
- Martius, Lilli (1885–1976), deutsche Kunsthistorikerin und Professorin
- Martius, Robert (1865–1945), deutscher Politiker, MdL
- Martius, Theodor Wilhelm Christian (1796–1863), deutscher Apotheker, Hochschullehrer und zweiter Bürgermeister von Erlangen